# 3e régiment de chasseurs à pied de la Garde impériale
Pour les articles homonymes, voir 3e régiment.
Le 3e Chasseurs de la Garde est un régiment d'élite des guerres napoléoniennes. Il fait partie de la Garde impériale.

## Création et différentes dénomination
- 1815 - Créé et nommé 3e régiment de Chasseurs-à-Pied de la Garde impériale
- 1815 - Dissous

## Les chefs de corps
- 1815 : Pierre Antoine Anselme Malet
- 1815 : Louis Harlet

## Batailles
1815 : Bataille de Waterloo